# شهرستان دیوید
شهرستان دیوید (به انگلیسی: Divide County) یک منطقهٔ مسکونی در ایالات متحده آمریکا است که در داکوتای شمالی واقع شده‌است. شهرستان دیوید ۳٬۳۵۱٫۴۶ کیلومتر مربع مساحت و ۲٬۰۷۱ نفر جمعیت دارد.